# Сорсогон
Сорсогон (таг. Sorsogon) — провинция Филиппин, входит в Бикольский Регион. Административный центр — город Сорсогон.

## География
Провинция Сорсогон расположена на южной оконечности острова Лусон. Граничит с провинциями Албай (на севере, по суше) и Самар — по морю, через пролив Сан-Бернардино (на юго-востоке). В непосредственной близости расположен также остров Тикао, отделенный проливом Буриас. Общая площадь провинции — 2141,4 км².
Рельеф провинции характеризуется разнообразными формами. На северо-востоке юго-востоке, западе — гористый. Гора Булусан — высшая точка (1 560 м над уровнем моря). Города в основном расположены на побережье, в низменности. За исключением северной границы с Албаем, Сорсогон почти полностью окружен водой. Сорсогон связывает Лусон с соседними Висайскими островами и островом Минданао.

## История
После открытия Магелланом Филиппинских островов в 1521 году, здесь появились и первые монахи-августинцы, около 1570 года. Это были Антон Хименес и Хуан Орта, в составе экспедиции капитана Энрике де Гусмана. Они прибыли в рыбацкий поселок Хибалонг, в устье реки Хинандра, где построили первую на Лусоне церковь. Двигаясь дальше вглубь острова, они основали позже Миссию Абукай-Катамланган на территории нынешней провинции Албай.
Первоначально Сорсогон был частью Албая, который в свою очередь входил в провинцию Масбате. Испанцы основали здесь ряд городов: Хибалон (1570), Касикуран (1600), Булусан (1631), Пилар (1635), Бонсол (1668), Бакон (1764), Хубан и Матног (1800), Булан (1801), Кастилья (1827), Магальянес (1860), Сорсогон (1866) и Иросин (1880). День основания провинции, как самостоятельной административной единицы — 17 октября 1894 года. В 1935 году по решению Филиппинского конституционного совета в Сорсогоне были избраны собственные делегаты — Адольфо Графило, Франсиско Арельяно, Хосе Рейес и Марио Гуарино.

## Население
По данным переписи 2007 года население провинции составило 740 743 человек; выросло на 9,1 % по сравнению с данными на 2000 год. Сейчас наблюдается ежегодный прирост населения на 1,21 % и по переписи 2010 года составило 740 743 человек. Численность населения пяти самых крупных городов: Сорсогон — 151 454, Булан — 91 730, Пилар — 63 539, Губат — 55 501, и Иросин — 49 968 человек. Численность политически активного населения составляет 369 204 человек (2007 год).
Разговорные языки местного населения: бикольский, сорсоганон, тагалог. В провинции представлены также национальные меньшинства. Мусульмане — в основном выходцы из мусульманских провинций Минданао. Главным образом они занимаются торговлей. Китайцы также держат в центре городов свои торговые заведения. Выходцы из Индии представлены в основном хиндустанцами.

## Административное деление
В административном отношении подразделяется на 1 город (Сорсогон) и 14 муниципалитетов:

| - Барселона - Булан - Булусан - Касигуран - Кастилья - Донсол - Губат | - Иросин - Хубан - Магальянес - Матног - Пилар - Прето-Диас - Санта-Магдалена |

## Экономика
Экономическая активность провинции особенно сильно сосредоточена в административном центре и в других городах. Видное место в экономике занимает туризм.

## Достопримечательности и культура
- Вулкан Булусан, Булусан
- Озеро Булусан, Булусан
- Пляж Бэкон, Сорсогон
- Пляж Рисаль, Губат
- Экопарк PNOC/EDC, Сорсогон

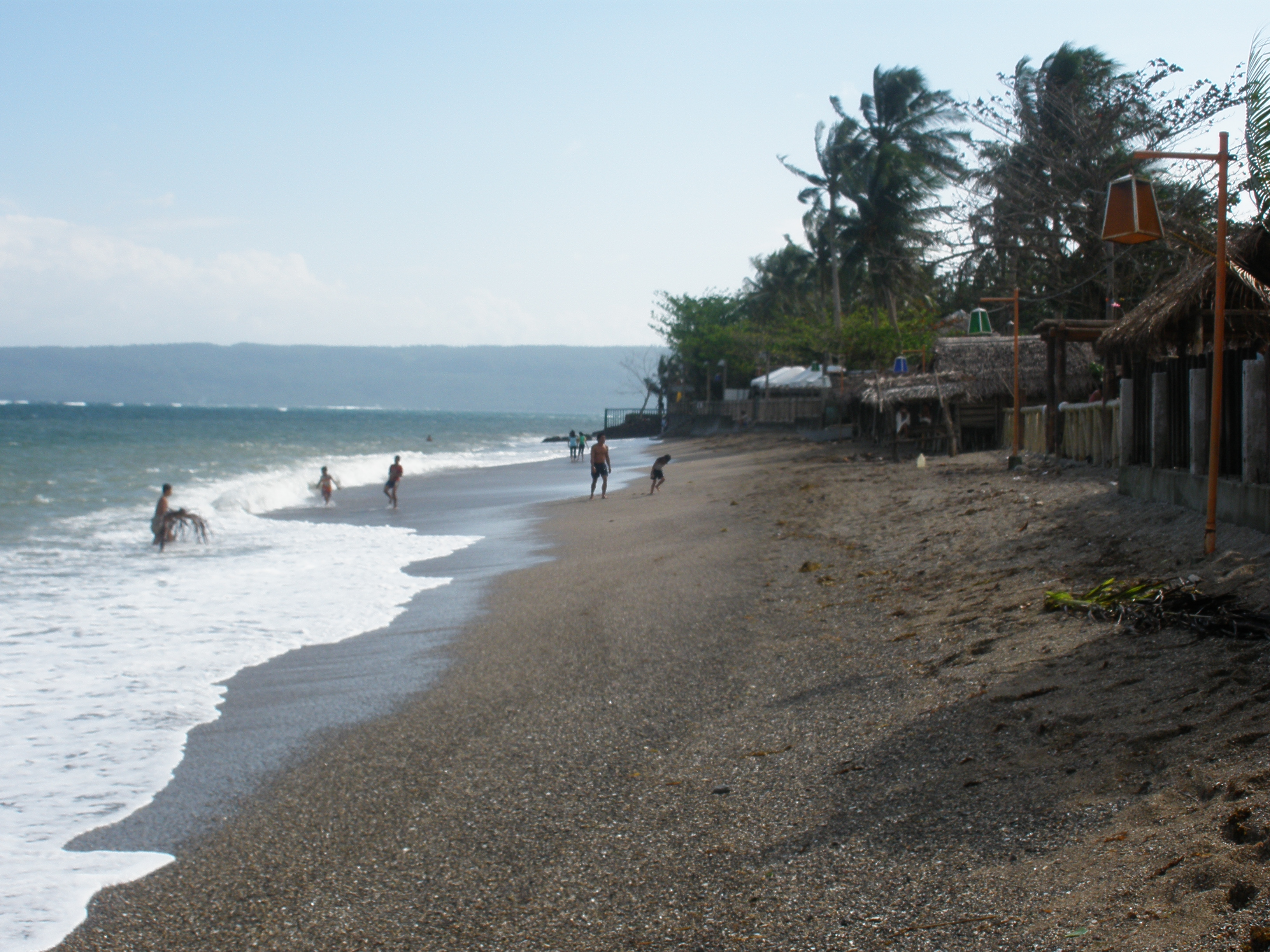
Пляж Бэкон

- Пляж Оландо, пляж Нью-Порт, курорты Баладинг-Бич и Панама-Бич, Санта-Магдалена.

Большинство жителей провинции относятся к этнической группе биколов. Иначе они называют себя сорсогеньо, то есть жители Сорсогона. Преобладающая религия — католицизм. Жители любят устраивать различные праздники и фестивали. Как и у других филиппинцев, у жителей провинции есть святой покровитель, святые Пётр и Павел, чей день отмечается каждый год 28-29 июня.
Крупный фестиваль — Касангаяхан, отмечается и в других провинциях. Он включает ряд культурных, исторических, религиозных и экономических мероприятий. В провинции проводятся ярмарки, распродажи продуктов питания. В честь местного дерева и ореха пили проводится «фестиваль пили». Он сопровождается уличными танцами, костюмированными шествиями, кулинарными соревнованиями.

## Галерея

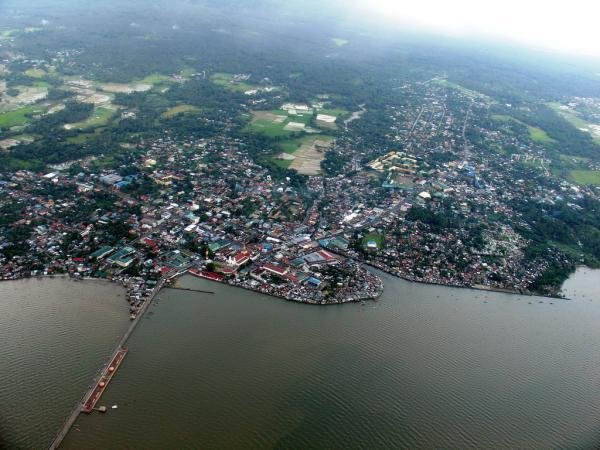
Город Сорсогон, вид с воздуха
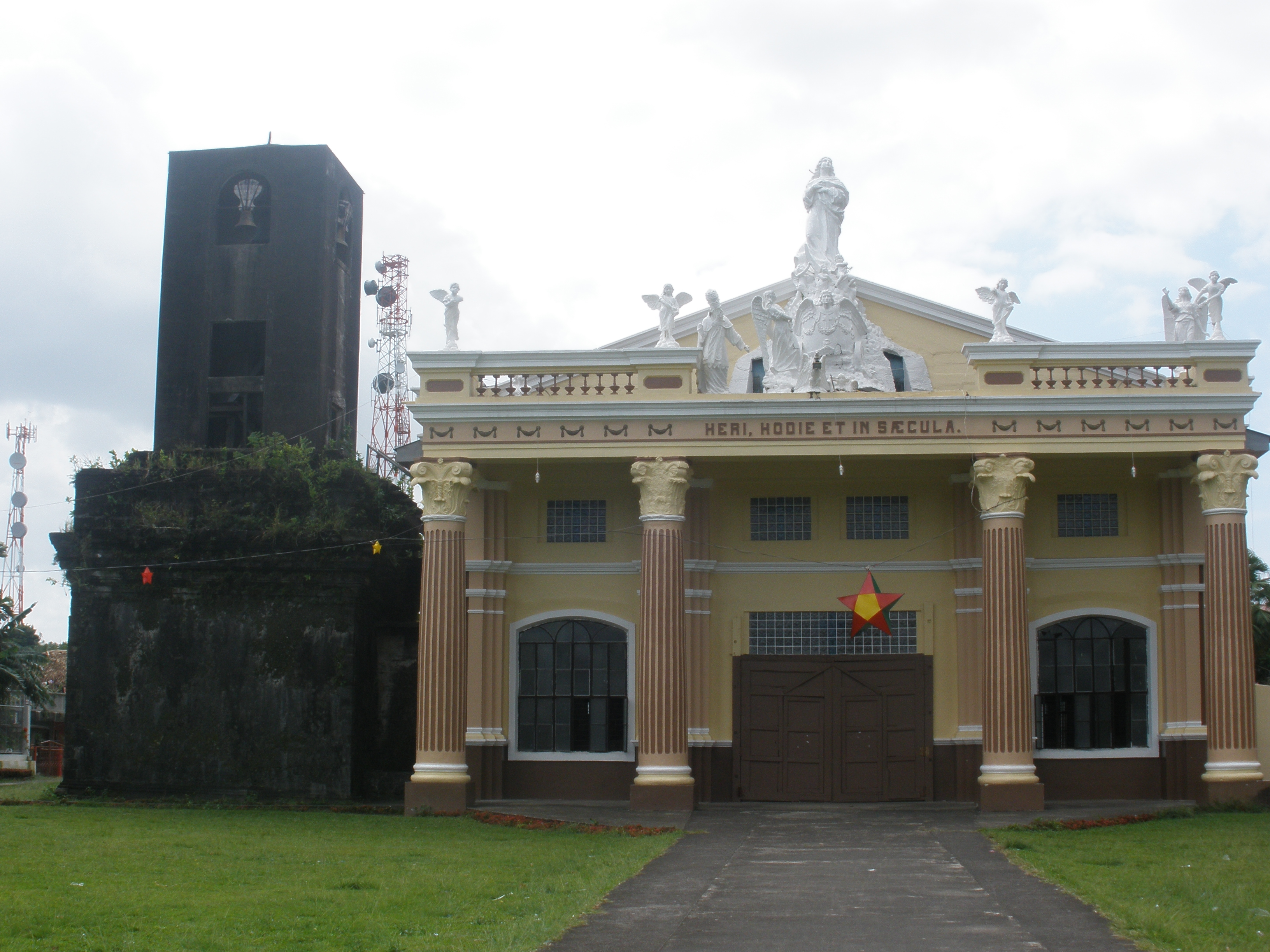
Церковь Бэкон, город Сорсогон
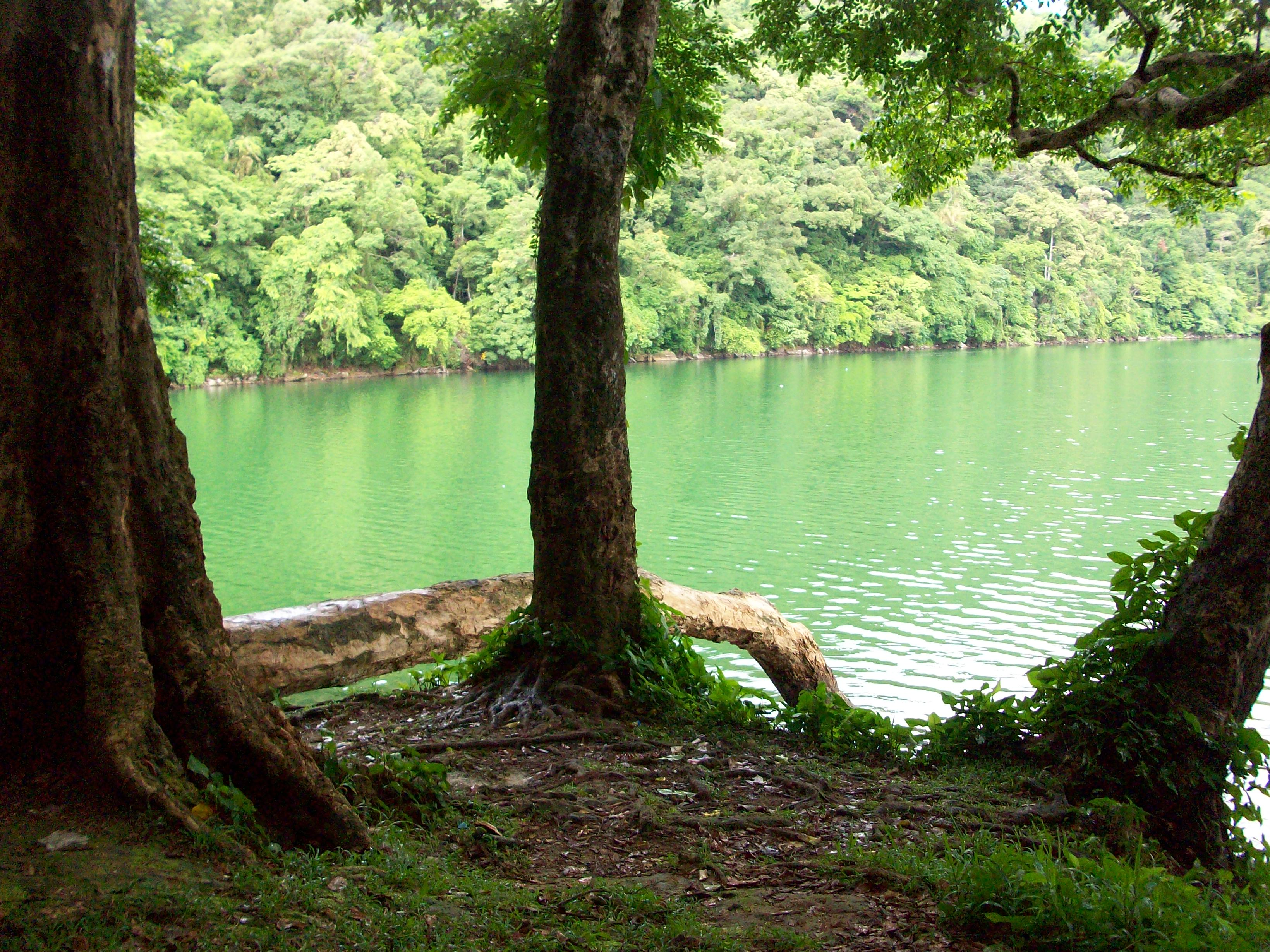
Вид на озеро Булусан